# Peter Griffiths (cầu thủ bóng đá, sinh năm 1980)
Peter Griffiths (sinh ngày 13 tháng 3 năm 1980) là một cựu cầu thủ bóng đá người Anh thi đấu ở cánh tại Football League cho Macclesfield Town. Anh cũng thi đấu bóng đá non-league cho các câu lạc bộ gồm Ashton United và Winsford United.